# 紹巴抄
『紹巴抄』（しょうはしょう）は、『源氏物語』の注釈書。

## 概要
連歌師里村紹巴により著されたものである。1563年（永禄6年）に受けた三条西公条による源氏物語の講釈をまとめたもので、1564年（永禄7年）に作業を始めたが、1565年（永禄8年）春の成立と考えられている。多くの写本が存在するが、書名が異なるだけでなく内容にも異同が多い。江戸時代に入ると源氏物語の注釈書の中では最も早く版本（古活字本や製版本）として刊行されて広く読まれるようになったが、版本の記述には後代の加筆の跡が認められる。

## 書名
本書は、現在は著者の名前を入れ込んだ「紹巴抄」という名称で呼ばれることが多いが、現存する写本によって以下のようにさまざまな書名が付けられている。しかしながらもともとの著者によって付けられた書名は、内題に多く使用されている「源氏物語抄」といったごく一般的な名称であったと思われる。
- 『源氏抄』（無窮会本）
- 『源氏物語称名院抄』（天理図書館本）
- 『源氏物語抄』（天理図書館本）
- 『水原紫明抄』（国会図書館本）
- 『源氏臨江抄』（蓬左文庫本）
- 『源氏二十巻抄』（京都大学本）

## 巻別
本書は以下のような全20巻20冊からなっている。
1. 桐壺、帚木
2. 空蝉、夕顔
3. 若紫、末摘花
4. 紅葉賀、花宴、（葵）
5. 賢木、花散里、須磨
6. 明石、澪標、蓬生、関屋
7. 絵合、松風、薄雲
8. 朝顔、少女
9. 玉鬘、初音、胡蝶、蛍
10. 常夏、篝火、野分、行幸、藤袴、真木柱
11. 梅枝、藤裏葉
12. 若菜上
13. 若菜下
14. 柏木、横笛、鈴虫
15. 夕霧、御法
16. 幻、匂宮、紅梅、竹河
17. 橋姫、椎本、総角
18. 早蕨、宿木
19. 東屋、浮舟
20. 蜻蛉、手習、夢浮橋

## 翻刻本
- 稲賀敬二校・解説『翻刻平安文学資料稿 第2期 1 源氏物語紹巴抄 永禄奥書 1-2 』限定版・非売品、広島平安文学研究会  1976年（昭和51年）
- 稲賀敬二仁尾雅信,岡田八千代校・解説『翻刻平安文学資料稿 第2期 2 源氏物語紹巴抄 永禄奥書 3-4 』限定版・非売品、広島平安文学研究会  1976年（昭和51年）11月
- 稲賀敬二他校・解説『翻刻平安文学資料稿 第2期 3 源氏物語紹巴抄 永禄奥書 5-6 』限定版・非売品、広島平安文学研究会  1977年（昭和52年）11月
- 稲賀敬二他校・解説『翻刻平安文学資料稿 第2期 4 源氏物語紹巴抄 永禄奥書 7-8 』限定版・非売品、広島平安文学研究会  1979年（昭和54年）6月
- 稲賀敬二他校・解説『翻刻平安文学資料稿 第2期 5 源氏物語紹巴抄 永禄奥書 9-10 』限定版・非売品、広島平安文学研究会  1981年（昭和56年）6月
- 稲賀敬二他校・解説『翻刻平安文学資料稿 第2期 6 源氏物語紹巴抄 永禄奥書 11-12 』限定版・非売品、広島平安文学研究会  1982年（昭和57年）6月
- 稲賀敬二他校・解説『翻刻平安文学資料稿 第2期 7 源氏物語紹巴抄 永禄奥書 13-14 』限定版・非売品、広島平安文学研究会  1983年（昭和58年）6月
- 稲賀敬二他校・解説『翻刻平安文学資料稿 第2期 8 源氏物語紹巴抄 永禄奥書 15-16 』限定版・非売品、広島平安文学研究会  1984年（昭和59年）6月
- 稲賀敬二他校・解説『翻刻平安文学資料稿 第2期 9 源氏物語紹巴抄 永禄奥書 17-18 』限定版・非売品、広島平安文学研究会  1985年（昭和60年）6月
- 稲賀敬二他校・解説『翻刻平安文学資料稿 第2期 10 源氏物語紹巴抄 永禄奥書 19-20 』限定版・非売品、広島平安文学研究会  1986年（昭和61年）6月
- 稲賀敬二他校・解説『翻刻平安文学資料稿 第2期 別巻2 源氏物語紹巴抄 永禄奥書 索引編 』限定版・非売品、広島平安文学研究会  1995年（平成7年）